# Kastav
Kastav (italiensk: Castua) er en by i distriktet Primorje-Gorski Kotar i Kroatien, bygget på en 365 m høj bakke med udsigt over Kvarnerbugten ved den nordlige del af Adriaterhavskysten. Den ligger  tæt på Rijeka, den største havn i Kroatien, og Opatija Riviera, en af landets  populære turistdestinationer.

## Demografi
Kastav har en befolkning på 10.265 (folketællingen  2021).
Folketællingen i 2001 havde registreret følgende bosættelser:
- Brnčići, indb.: 677
- Ćikovići, indb.:  3.089
- Kastav, indb.:  2.037
- Rubeši, indb.:  1.722
- Spinčići, indb.:  876
- Trinajstići, indb.:  490